# Декабрь 2013 года

Список событий декабря 2013 года.

## События
- 1 декабря
  - В столице Украины Киеве протестующие начали захват административных зданий. В стране объявлено о забастовке[1][2].
  - В результате теракта в Ираке погибли 12 человек, ранены 25[3].
  - В столице Таиланда Бангкоке усиливаются беспорядки, протестующие выступают против действующего правительства[4]. Лидер оппозиции Сутхеп Тхыаксубан заявил в телеобращении к нации, что встретился премьер-министром Йинглак Чиннават в присутствии командующих сухопутных войск, ВВС и ВМС Таиланда и предъявил ей ультиматум с требованием уйти в отставку в течение суток.
  - В Китае с космодрома Сичан запущен к Луне космический зонд Чанъэ-3 с первым китайским луноходом Юйту[5].
  - В Хорватии прошёл референдум о запрете однополых браков, по результатам которого в конституцию было внесено определение брака как союза мужчины и женщины[6].
- 2 декабря
  - Helsingin Sanomat, крупнейшая газета Финляндии, начала публикацию новостей на русском языке[7].
  - Лауреатом премии Тернера в области современного искусства стала француженка Лор Прувос[8].
  - Начались акции протеста в Ереване против вступления Армении в Таможенный союз[9].
  - Начала работу система слежения за границами Евросоюза Eurosur[нем.][10].
- 3 декабря
  - Федеральный суд штата Мичиган признал Детройт городом-банкротом[11].
  - По сообщению южнокорейских СМИ, второй человек в правительстве КНДР Чан Сон Тхэк отправлен в отставку[12].
- 4 декабря
  - Премьер-министром Люксембурга стал Ксавье Беттель[13].
  - Частная компания SpaceX осуществила успешный запуск ракеты Falcon 9 и впервые вывела коммерческий спутник на геостационарную орбиту[14].
  - Первое место в глобальном рейтинге образования PISA досталось школьникам из Шанхая, занявшим первые строчки во всех трех категориях исследования — по математике, чтению и научной грамотности[15].
- 5 декабря
  - В Йемене была попытка захвата зданий министерства обороны. Погибли 52 человека[16].
  - В Йоханнесбурге (ЮАР) скончался бывший президент ЮАР лауреат Нобелевской премии мира Нельсон Мандела[17].
  - В России вступил в силу закон, предусматривающий тестирование на наркотики учащихся школ, колледжей, техникумов и вузов[18].
  - Лауреатами Золотой медали Нильса Бора (награды ЮНЕСКО) стали Европейская организация по ядерным исследованиям (ЦЕРН), основатель Википедии Джимми Уэйлс и французский физик Ален Аспе[19][20].
- 6 декабря
  - В Бразилии состоялась жеребьёвка финального турнира Чемпионата мира по футболу 2014. Сборная России попала в группу H и сыграет со сборными Бельгии, Алжира и Южной Кореи[21].
  - Глава Кабардино-Балкарии Арсен Каноков ушёл в отставку, заявление об отставке уже подписал президент России Владимир Путин[22].
  - В результате боёв между исламистами и христианами в столице ЦАР Банги (начавшихся с 4 декабря) погибли около 420 человек[23].
- 7 декабря
  - В результате наводнения на западе Ливии погибли 6 жителей[24].
  - В результате шторма на севере Европы погибли 10 человек[25].
  - В США в результате снежных бурь погибли 12 жителей[26].
  - Конституционный суд Молдавии признал, что государственным языком страны является не молдавский, как это записано в конституции, а румынский язык[27].
- 8 декабря
  - В Антарктиде в районе японской станции Купол Фудзи зарегистрирован новый температурный рекорд на поверхности Земли: −91,2 °C[28].
  - Демонстранты снесли памятник В. Ленину возле Бессарабской площади в Киеве[29].
  - В столице Ирака Багдаде произошла серия терактов. Погибли 33 человека, около 100 ранены[30].
- 9 декабря
  - Марсоход Curiosity нашёл доказательства существования озера на Марсе[31].
  - Премьер-министр Таиланда Йинглак Чинават объявила в телевизионном обращении к нации о роспуске парламента и уходе её правительства в отставку[32]. Досрочные выборы пройдут 2 февраля[33].
  - Восемь технологических гигантов (Apple, Facebook, Google, LinkedIn, Microsoft, Twitter, Yahoo и AOL) объявили о создании альянса под названием Reform Government Surveillance с целью противостоять слежке правительств и спецслужб за интернет-пользователями[34].
  - Согласно указу президента РФ «РИА Новости» и радио «Голос России» реорганизуются в новое международное информационное агентство «Россия сегодня», а также в оперативное управление ВГТРК отойдет фонд Гостелерадио, ИТАР-ТАСС достанется имущество Российской книжной палаты[35].
- 10 декабря
  - Мэри Барра стала первой в истории женщиной, возглавившей американский автоконцерн, автомобильную компанию General Motors[36].
- 11 декабря
  - В немецком городе Бад-Хомбург (Гессен) строительный кран рухнул на магазин «Альди», погибли 3 человека, есть раненные[37].
  - В Трентино (Италия) стартовала XXVI зимняя Универсиада[38].
  - Уругвай стал первой страной в мире, легализовавшей выращивание, продажу, покупку и использование марихуаны[39].
  - Военнослужащие внутренних войск приступили к разбору баррикад в центре Киева, устроенных участниками акции за евроинтеграцию[40], однако не смогли разогнать участников и им пришлось отступить[41][42].
  - Совет директоров Центробанка России утвердил символ рубля — букву «Р» с горизонтальной чертой[43].
  - Успешно проведена первая коррекция траектории индийского зонда Мангальян, направляющегося к Марсу[44].
  - Верховный суд Индии признал гомосексуализм нелегальным[45].
- 12 декабря
  - В Бангладеш приведён в исполнение смертный приговор лидеру исламистов Абдулу Кадеру Мулле, в результате столкновений, вызванных решением трибунала, погибли около 40 человек[46][47].
- 13 декабря
  - В Египте зафиксирован самая низкая за 122 года температура (7° выше нуля). В Каире впервые за десять лет выпал снег[48].
- 14 декабря
  - Спустя несколько дней после визита в Китай украинского президента Виктора Януковича китайское информагентство «Синьхуа» выступило с критикой вмешательства Запада в дела Украины[49].
  - Городской голова Киева Александр Попов отстранён от должности указом президента Украины за разгон Евромайдана[50].
  - По меньшей мере двое военнослужащих миссии ООН погибли, ещё несколько получили ранения в результате взрыва заминированного террористом-смертником автомобиля в городе Кидаль на севере Мали[51].
  - Спускаемый аппарат китайской миссии Чанъэ-3 с планетоходом Юйту доставлен на поверхность Луны[52].
  - Иран во второй раз отправил обезьяну в суборбитальный полёт. По сообщению агентства IRNA, примат по кличке Фаргам провёл на высоте 120 километров около 15 минут[53]. Впервые была опробована ракета-носитель с жидким топливом[54].
  - Google купил компанию-разработчика военных роботов Boston Dynamics[55].
- 15 декабря
  - Парламентские выборы в Туркменистане[56].
  - Премьер-министром Туниса стал Мехди Джомаа[57].
  - Урсула фон дер Лейнер стала первой в истории Германии женщиной министром обороны[58].
  - В ЮАР прошли похороны Нельсона Манделы[59].
  - В Чили прошёл второй тур Президентских выборов, победу на которых одержала кандидат от оппозиционной Социалистической партии Мишель Бачелет[60].
  - В Синьцзян-Уйгурском автономном районе китайская полиция застрелила 14 участников беспорядков, в ходе которых погибли два сотрудника правоохранительных органов[61].
  - В сирийском городе Алеппо в результате авиационной бомбардировке кварталов города погибли 83 человека[62].
- 16 декабря
  - 27-летний Себастьян Курц назначен министром иностранных дел в новом правительстве Австрии, став самым молодым министром в истории страны[63].
  - Объявлено об открытии в дождевых леса Амазонии нового вида тапиров — Tapirus kabomani[64].
  - В Южном Судане начались вооружённые столкновения между армейскими подразделениями, одна часть которых поддерживает действующего президента страны Сальву Киира Маярдита, а другая — бывшего вице-президента Риека Машара Тени. В результате боевых действий появились многочисленные жертвы, в том числе среди мирного населения[65].
- 17 декабря
  - Госдума приняла в первом чтении законопроект КПРФ о введении уголовной ответственности за публичные призывы к разделению России с максимальным наказанием в виде лишения свободы на срок до пяти лет[66].
  - Россия на треть снизила цену на газ Украине сроком на пять лет[67].
  - Ангела Меркель в третий раз избрана канцлером ФРГ[68].
  - В Зал славы рок-н-ролла были включены группы Nirvana, Kiss, музыканты Питер Гэбриел, Кэт Стивенс, Линда Ронстадт и дуэт Hall and Oates[69].
- 18 декабря
  - В России вступила в силу амнистия по случаю 20-летия Конституции РФ[70].
- 19 декабря
  - На орбиту выведен космический телескоп Gaia[71].
  - В Перу в результате ДТП автобус сорвался в пропасть, погибли 15 пассажиров[72].
- 20 декабря
  - Президент России Владимир Путин подписал указ о помиловании экс-главы ЮКОС Михаила Ходорковского[73].
  - Второй тур президентских выборов и парламентские выборы на Мадагаскаре[74].
  - Президент Украины Виктор Янукович подписал закон об усовершенствовании избирательного законодательства, который является необходимым условием для ассоциации страны с Евросоюзом[75].
  - Евросоюз лишился высшего кредитного рейтинга: агентство S&P понизило его до АА+ из-за падения доверия, а также «ослабления единства» среди стран-участников[76].
- 21 декабря
  - Парламентские выборы в Мавритании, победу одержала партия «Союз за Республику»[77].
  - В крупнейшем немецком городе Гамбурге прошли беспорядки, вызванные закрытием центра «Rote Flora». Пострадало более 100 полицейских[78].
  - Бывший вице-президент Южного Судана (возглавляющий силы повстанцев) Риека Машар Тени заявил о готовности начать переговоры с правительством[79].
  - Компании Fennovoima[фин.] и «Русатом Оверсиз» (дочернее предприятие «Росатома») подписали договор о поставке оборудования для новой финской АЭС Пюхяйоки[80].
- 22 декабря
  - В Бразилии автобус с пассажирами упал в овраг, погибли 14 человек, ранено 32 пассажира[81].
- 23 декабря
  - В результате ледяного дождя в Канаде и США погибли 15 человек[82].
  - Власти Южного Судана заявили, что потеряли контроль над городом Бентиу — столицей нефтяного региона Эль-Вахда[83].
  - Надежда Толоконникова и Мария Алехина, участницы группы Pussy Riot, вышли на свободу по амнистии[84].
  - В результате крушения буксира в Измире (Турция) погибли 10 человек[85].
  - Скончался советский и российский изобретатель стрелкового оружия Михаил Тимофеевич Калашников.
- 24 декабря
  - Английский математик Алан Тьюринг, осуждённый в 1952 года за нетрадиционную сексуальную ориентацию и подвергнутый химической кастрации, посмертно помилован королевой Великобритании Елизаветой II[86].
  - Узбекские правозащитники, проживающие в Женеве, захватили виллу, принадлежащую старшей дочери узбекского президента Гульнаре Каримовой, с целью «привлечь внимание общественности к дому, построенному на народные деньги»[87].
  - Новая версия вредоносного ПО Cryptolocker, за первые сто дней работы инфицировала от 200 тыс. до 250 тыс. устройств по всему миру, а также помогла злоумышленникам похитить порядка 1216 Bitcoin[88].
  - Президент Южного Судана Сальва Киир сообщил, что правительственные войска отбили у повстанцев столицу штата Джонглей город Бор, который является ключевым местом в происходящем в стране этнополитическом противостоянии[89].
- 25 декабря
  - В Иркутской области официально закрыт Байкальский целлюлозно-бумажный комбинат, который считался основным источником загрязнения Байкала[90].
  - 29 из 30 фигурантов по делу Arctic Sunrise выпущены на свободу[91].
  - В Бразилии в результате сильных дождей и наводнений погибли около 40 человек, огромное количество населения осталось без крова[92].
  - В Карибском море затонуло судно с мигрантами из Гаити, погибли 18 человек, десятки пропавших без вести[93].
  - Русская православная церковь опубликовала документ «Позиция Московского Патриархата по вопросу о первенстве во Вселенской Церкви»[94], который стал руководством в православно-католическом диалоге[95]. Публикация этого документа спровоцировала новый виток конфликта между церквями[96].
- 26 декабря
  - В Иркутске при заходе на посадку на аэродроме «Иркутск-2» разбился самолет Ан-12. Все 9 человек на борту погибли[97].
- 27 декабря
  - На Федеральном военном мемориальном кладбище прошли похороны Михаила Тимофеевича Калашникова[98].
  - В Пятигорске вечером, возле одного из зданий на Черкесском шоссе, прогремел взрыв в припаркованном автомобиле, мощностью 50 килограммов в тротиловом эквиваленте. Погибли 3 человека[99].
  - Губернатор японского острова Окинава одобрил перемещение авиабазы морской пехоты США на заявленную территорию вдоль побережья, жители Окинавы выступили категорически против этого соглашения[100].
  - Мария Лейерстам из Великобритании стала первым человеком, достигшим Южного полюса на велосипеде[101]
- 28 декабря
  - Премьер-министром России подписано распоряжение о создании на Байкале, на территории закрывшегося Байкальского целлюлозно-бумажного комбината, экспоцентра «Заповедники России»[102].
  - В Египте студенты, поддерживающие запрещенное исламистское движение «Братья-мусульмане», подожгли два здания на университета Аль-Азхар в Каире[103].
  - С космодрома Плесецк успешно осуществлён запуск новой ракеты-носителя легкого класса «Союз-2.1в»[104].
- 29 декабря
  - В результате теракта в здании железнодорожного вокзала Волгограда 18 человек погибли, 45 пострадали[105].
- 30 декабря
  - Теракт в Хасавюрте: один человек погиб, четверо госпитализированы с тяжёлыми ранениями[106].
  - В Демократической Республике Конго совершена неудавшаяся попытка государственного переворота, убиты 40 боевиков[107].
  - Второй за два дня теракт в Волгограде: в результате взрыва в троллейбусе погибли 16 человек, 23 ранены[108].
- 31 декабря
  - В Буйнакске (Дагестан, Россия) в результате подрыва автомобиля погиб помощник прокурора[109].
  - После публикации сведений о педофилии в РПЦ протодиакон Андрей Кураев исключён из числа профессоров Московской духовной академии за «скандальную и провокационную деятельность»[110].
  - Власти Южного Судана и повстанцы договорились начать мирные переговоры[111].